# Grégory Marchand
Grégory « Greg » Marchand, né le 20 juillet 1978 à Nantes, est un chef cuisinier français étoilé et entrepreneur. Il est chef des restaurants Frenchie (étoilé Michelin), Frenchie Bar à Vins et Altro Frenchie à Paris et du Frenchie Biarritz à Biarritz. 

## Biographie
Originaire de Nantes, Grégory Marchand suit une école hôtelière pendant quatre ans et apprend le métier de cuisinier avec Michael Anthony et Daniel Boulud puis part se former à l'étranger. Il travaille à Londres, à Hong Kong, à Marbella puis revient travailler à Londres de 2003 à 2006 auprès de Jamie Oliver au Fifteen, puis à New York au Gramercy Tavern. 
Il revient à Paris avec son épouse Marie en 2008 pour la naissance de leur premier enfant et ouvre en 2009 le restaurant Frenchie rue du Nil, dans le 2e arrondissement de Paris. «Frenchie» était le surnom que lui donnait Jamie Oliver à Londres.
En 2010, à 32 ans, il est élu meilleur cuisinier par le Fooding.
En 2011 lors de la naissance de son deuxième enfant, il profite de la libération d'un local situé en face du Frenchie pour y installer un bar à vins avec des formules plus accessibles, appelé simplement le Frenchie Bar à Vins. Puis en juin 2012, toujours dans la même rue, il ouvre le Frenchie To Go qui propose de la restauration à emporter, faisant de la rue du Nil une « rue de la gastronomie » dans laquelle il incite des maraîchers à s'établir. Par la suite, Greg Marchand collabore avec l'Experimental Group pour leur restaurant-bar Le Bachaumont à Paris.
En 2016, il ouvre le Frenchie Covent Garden à Londres où débute Alexia Duchêne en tant que pâtissière puis cuisinière. Le restaurant ferme début 2024.
En 2018, Grégory Marchand rénove le Frenchie Bar à Vins, puis renomme le Frenchie To Go en FTG (pour FasTGood). La même année il réalise la carte du restaurant de L'Experimental Chalet à Verbier.
En janvier 2019, Grégory Marchand reçoit une étoile du guide Michelin pour son restaurant historique Frenchie à Paris,,.
En 2020, une nouvelle enseigne est ouverte au sein du Grand Pigalle Hôtel : Frenchie Pigalle. Mi-2023, Grégory Marchand ferme son enseigne FTG à Paris pour ouvrir à la place un restaurant italien nommé Altro Frenchie. Il ouvre par ailleurs Frenchie Biarritz au sein de l'hôtel Regina,.

## Récompenses et distinctions
En 2017, Grégory Marchand reçoit le prix Champagne Collet du Livre de Chef pour son livre «Frenchie»,.

## Publications
- La cuisine du Frenchie at home, Alternatives, 2012 (ISBN 978-2-86227-682-3 et 2-86227-682-0)Livre de recettes de cuisine
- Frenchie, Ducasse Edition, 2017 (ISBN 978-2-84123-921-4 et 2-84123-921-7)Livre de recettes de cuisine et biographie
- Frenchie : New Bistro Cooking, Artisan, 2017 (ISBN 978-1-57965-534-1)Livre de recettes de cuisine et biographie, en anglais